# Кихелкона
Кихелкона (ест. Kihelkonna) село је на западу Естоније. Налази се у западном делу острва Сареме и административни је центар истоимене општине Кихелкона у округу Сарема. 
Према подацима са пописа становништва 2011. у селу је живело 340 становника.